# Càpsula fulminant
|  | No s'ha de confondre amb Encebador (armes). |

S'entén per càpsula fulminant la part del cartutx on s'allotja la matèria explosiva (fulminant) destinada a iniciar la inflamació de la càrrega explosiva (propel·lent) que propulsarà el projectil.

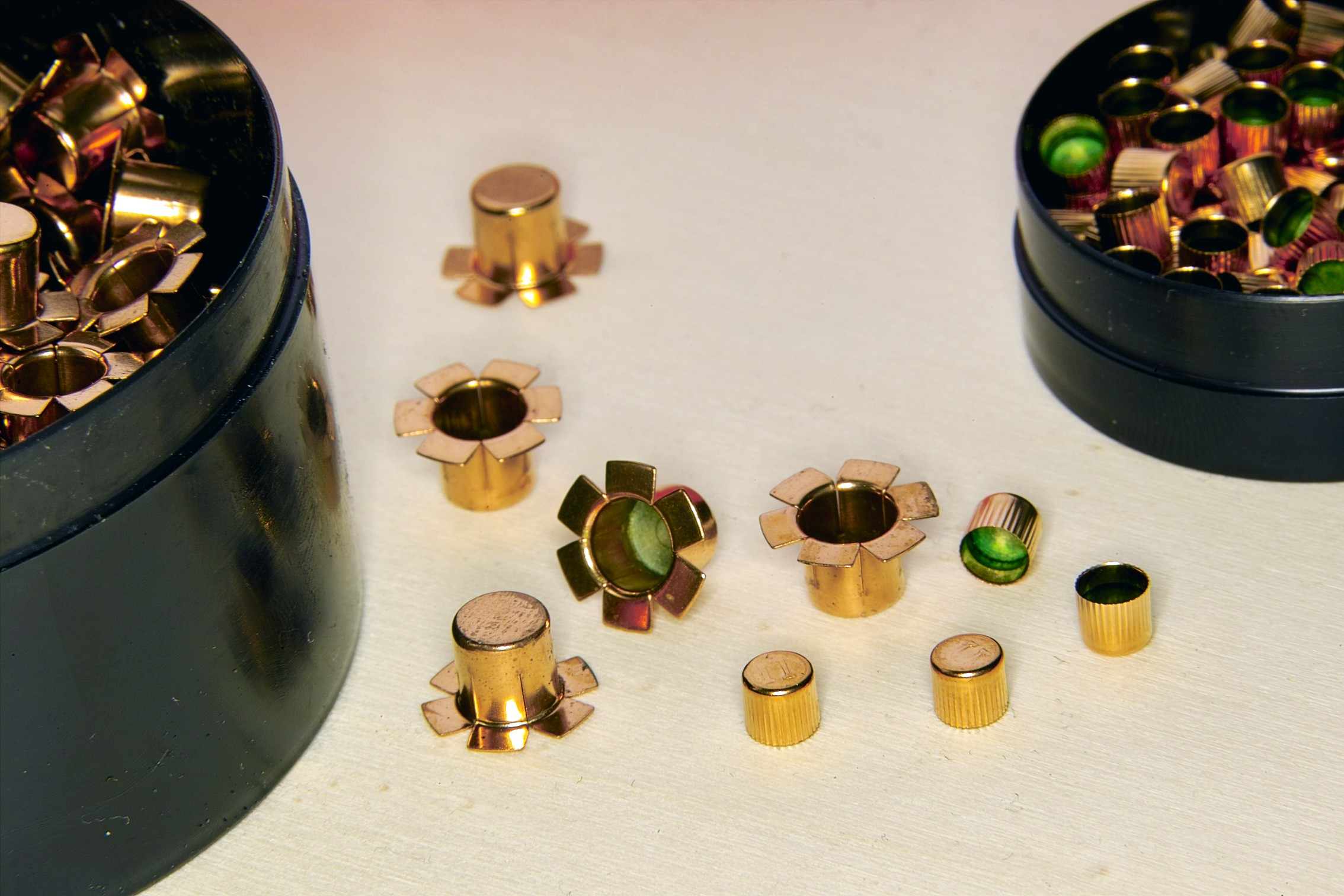
Càpsules fulminants modernes

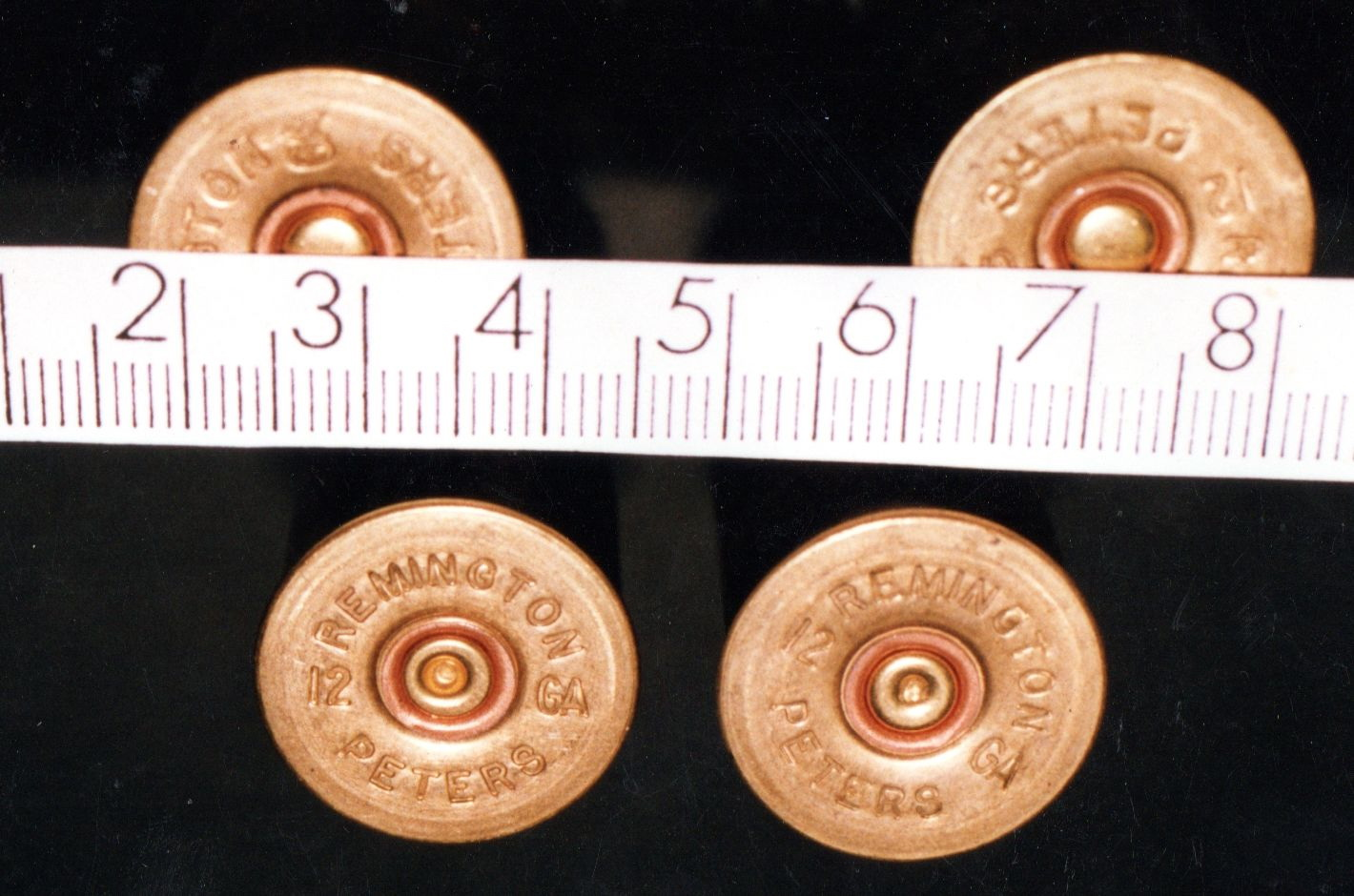
Càpsules percutides i no percutides, en els culots d'uns cartutxos d'escopeta del calibre 12.

La pólvora fou, d'entrada, utilitzada com a fulminant, però no s'inflamava si estava mullada i a més no era fàcil d'usar. Per això els militars la van reemplaçar per productes químics protegits en una càpsula metàl·lica estanca, que òbviament fou anomenada càpsula fulminant.
Fins a mitjans del segle xx, la substància més utilitzada fou el fulminat de mercuri, tot i que és tòxic i allibera a l'aire vapors tòxics de mercuri en esclatar. A més, és inestable i força sensible a l'aigua, als xocs i a l'electricitat estàtica.
A més, el mercuri, si no està estabilitzat, és corrosiu per als metalls amb els quals s'amalgama naturalment.
Finalment, un dels additius que s'hi afegia sovint, el clorat de potassi, corroïa també els canons dels fusells. Per aquestes raons, se'l mesclava generalment amb un vernís per estabilitzar-lo, i se'l tancava en una càpsula metàl·lica estanca i força sòlida per tal que una sola percussió precisa i violenta pogués provocar la seva explosió
Remington (el 1927) fou el primer fabricant d'armes a difondre un dels primers fulminants no corrosius (sota la marca "Kleanbore"), però els fulminants de mercuri, nogensmenys, van ser utilitzats durant molt de temps per als cartutxos de caça i de tir al plat i fins i tot a les petites municions de les armes curtes, exposant així els tiradors, en interiors, als vapors de mercuri. El fulminat també va ser utilitzat per Nobel per fer fulminants d'explosius destinats a treballs de mina
El fulminat ha estat reemplaçat, a poc a poc, des de ja fa uns anys, per altres productes més estables i no corrosius, com ara l'estifnat de plom o l'azida de plom (PbN6) per exemple), el nitrat de bari, que ha reemplaçat el clorat de potassi. Aquests fulminants són menys tòxics que els antics, però no inofensius.
La fabricació de fulminants, per bé que sotmesa, des de molt de temps, a principis de seguretat reforçats, ha donat lloc a nombrosos accidents, generalment per causa d'errors humans o malícia.